# ECM Prague Open
Az ECM Prague Open egy évente megrendezett női tenisztorna volt Csehország fővárosában, Prágában.
Az első versenyt 1992-ben tartották meg. A helyszín Prága helyett 1996-ban Karlovy Vary, 1999-ben Prostějov volt. 2000 és 2004 között nem rendezték meg a tornát, amely 2005-ben ismét Prágába került, s ekkor lett a hivatalos neve ECM Prague Open. 2009-ben International kategóriájú lett a verseny, utoljára 2010-ben tartottak itt WTA-tornát, amelyet egyéniben Szávay Ágnes nyert meg. 2011-től ITF-tornákat, illetve férfiak számára ATP Challenger versenyeket rendeznek ugyanezen a helyszínen. A WTA-verseny utolsó összdíjazása 220 000 dollárt tett ki, a mérkőzéseket salakos borítású pályákon játszották.

## Döntők

### Egyéni
| Év                                  | Győztes              | Ellenfél a döntőben        | Eredmény a döntőben |
| ----------------------------------- | -------------------- | -------------------------- | ------------------- |
| 2010                                | Szávay Ágnes         | Barbora Záhlavová-Strýcová | 6–2, 1–6, 6–2       |
| 2009                                | Sybille Bammer       | Francesca Schiavone        | 7–6(4), 6–2         |
| 2008                                | Vera Zvonarjova      | Viktorija Azaranka         | 7–6(2), 6–2         |
| 2007                                | Morigami Akiko       | Marion Bartoli             | 6–1, 6–3            |
| 2006                                | Sahar Peér           | Samantha Stosur            | 4–6, 6–2, 6–1       |
| 2005                                | Gyinara Szafina      | Zuzana Ondrášková          | 7–6(2), 6–3         |
| 2000–2004 között nem rendezték meg. |                      |                            |                     |
| 1999                                | Henrieta Nagyová     | Silvia Farina Elia         | 7–6(2), 6–4         |
| 1998                                | Jana Novotná         | Sandrine Testud            | 6–3, 6–0            |
| 1997                                | Joannette Kruger     | Marion Maruska             | 6–1, 6–1            |
| 1996                                | Ruxandra Dragomir    | Patty Schnyder             | 6–2, 3–6, 6–4       |
| 1995                                | Julie Halard-Decugis | Ludmila Richterová         | 6–4, 6–4            |
| 1994                                | Amanda Coetzer       | Åsa Svensson               | 6–1, 7–6(14)        |
| 1993                                | Natalija Medvegyeva  | Meike Babel                | 6–3, 6–2            |
| 1992                                | Radka Zrubáková      | Kateřina Šišková           | 6–3, 7–5            |

### Páros
| Év                                  | Győztesek                             | Ellenfelek a döntőben                     | Eredmény a döntőben |
| ----------------------------------- | ------------------------------------- | ----------------------------------------- | ------------------- |
| 2010                                | Bacsinszky Tímea Tathiana Garbin      | Monica Niculescu Szávay Ágnes             | 7–5, 7–6(4)         |
| 2009                                | Aljona Bondarenko Katerina Bondarenko | Iveta Benešová Barbora Záhlavová-Strýcová | 6–1, 6–2            |
| 2008                                | Andrea Hlaváčková Lucie Hradecká      | Jill Craybas Michaëlla Krajicek           | 1–6, 6–3, [10–6]    |
| 2007                                | Petra Cetkovská Andrea Hlaváčková     | Csi Csun-mej Szun Seng-nan                | 7–6(7), 6–2         |
| 2006                                | Marion Bartoli Sahar Peér             | Ashley Harkleroad Bethanie Mattek         | 6–4, 6–4            |
| 2005                                | Émilie Loit Nicole Pratt              | Barbora Strýcová Jelena Kostanić Tošić    | 6–7(6), 6–4, 6–4    |
| 2000–2004 között nem rendezték meg. |                                       |                                           |                     |
| 1999                                | Alexandra Fusai Nathalie Tauziat      | Květa Peschke Helena Vildová              | 3–6, 6–2, 6–1       |
| 1998                                | Silvia Farina Elia Karina Habšudová   | Květa Peschke Michaela Paštiková          | 2–6, 6–1, 6–2       |
| 1997                                | Ruxandra Dragomir Karina Habšudová    | Eva Martincová Helena Vildová             | 6–1, 5–7, 6–2       |
| 1996                                | Karina Habšudová Helena Suková        | Eva Martincová Elena Wagner               | 3–6, 6–3, 6–2       |
| 1995                                | Chanda Rubin Linda Wild               | Maria Lindström Maria Strandlund          | 6–7(3), 6–3, 6–2    |
| 1994                                | Amanda Coetzer Linda Wild             | Kristie Boogert Laura Golarsa             | 6–4, 3–6, 6–2       |
| 1993                                | Inés Gorrochategui Patricia Tarabini  | Laura Golarsa Caroline Vis                | 6–2, 6–1            |
| 1992                                | Karin Kschwendt Petra Schwarz         | Eva Švíglerová Noëlle van Lottum          | 6–4, 2–6, 7–5       |